# Date Masamune
Date Masamune (japansk: 伊達 政宗) (født 1567 død 1636) var en japansk samurai, der levede under Azuchi-Momoyama perioden. Han grundlagde byen Sendai i 1600.